# Andornaktálya
Andornaktálya é um município da Hungria, situado no condado de Heves. Tem 16,75 km² de área e sua população em 2015 foi estimada em 2.604 habitantes.